# Calvaro V
Ne doit pas être confondu avec Calvaro Z.
Calvaro V est un cheval hongre de robe grise inscrit au stud-book du Holsteiner, monté en concours de saut d'obstacles par le cavalier suisse Willi Melliger. Il est réputé pour sa très grande taille, puisqu'il toise 1,85 m au garrot. Né en Allemagne en 1986, il est mort le 30 septembre 2003 à Neuendorf en Suisse. 

## Histoire
Calvaro est l'animal le plus adulé de la planète cheval à l'époque de ses succès. Il meurt à l'âge de 17 ans et demi.

## Palmarès
Au cours de sa carrière, Calvaro V décroche 33 victoires en concours et 113 podiums. En 1999, il est déclaré cheval numéro un mondial de saut d'obstacles.
- 1995 : Champion d’Europe de saut d'obstacles par équipe à Saint-Gall.
- 1996 : Médaille d'argent de saut d'obstacles individuel à Atlanta.
- 2000 : Médaille d'argent de saut d'obstacles par équipes à Sydney.

## Origines
Calvaro V est le fils de Cantus et Valletta VI.

## Clonage
Calvaro V est un hongre, donc un cheval castré qui n'a pu avoir de descendance. La société Cryozootech a fait une tentative de clonage de ce cheval ratée en 2005 : le poulain est né avant terme en 2006, et n'a pas pu être maintenu en vie. Un autre poulain, né en août 2008 en France, vit désormais en Belgique. Il est inscrit au studbook.